# Jaime Rodríguez (Fußballspieler)
Jaime Alberto Rodríguez Jiménez (* 17. Januar 1959 in San Salvador) ist ein ehemaliger salvadorianischer Fußballspieler.

## Karriere

### Verein
Rodríguez begann seine Karriere bei Alianza FC, wo er von 1975 bis 1977 spielte. Danach spielte er bei FAS, Bayer Uerdingen, León, KPV, Atlas Guadalajara und Yokohama Flügels. 1994 beendete er seine Spielerkarriere.

### Nationalmannschaft
Im Jahr 1979 debütierte Rodríguez für die salvadorianische Fußballnationalmannschaft. Er wurde in den Kader der Fußball-Weltmeisterschaft 1982 berufen. Er hat insgesamt 30 Länderspiele für El Salvador bestritten.